# Johanna Sophie von Anhalt

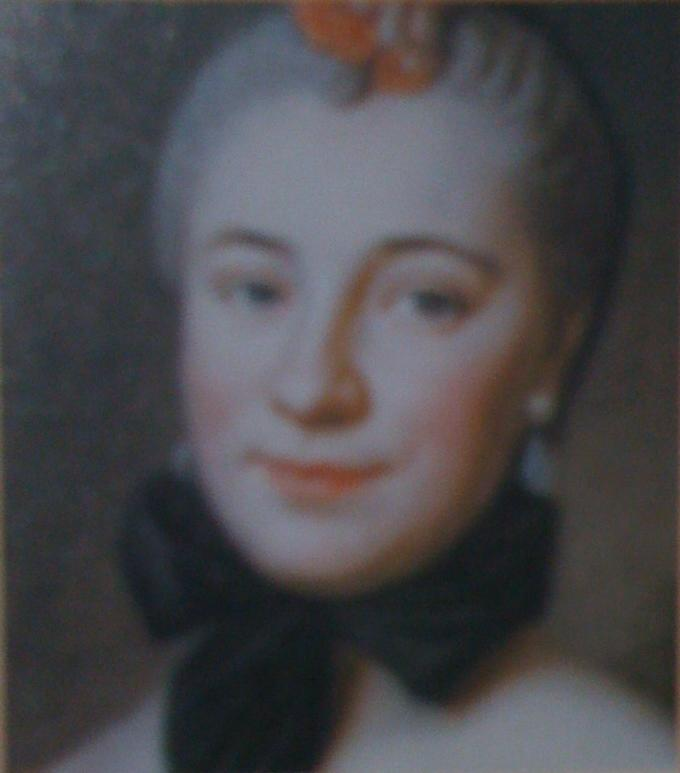
Gräfin Johanna Sophie von Anhalt, Äbtissin von Mosigkau

Johanna Sophie von Anhalt (* 9. Juli 1731 in Kleckewitz; † 15. Juli 1786 in Dessau) war eine Gräfin von Anhalt aus dem Hause der Askanier und Äbtissin von Mosigkau.

## Leben
Johanna Sophie war eine Tochter des Erbprinzen Wilhelm Gustav von Anhalt-Dessau (1699–1737) aus dessen morganatischer Ehe mit Johanne Sophie Herre (1706–1795). Die Ehe ihrer Eltern wurde erst auf dem Totenbett des Vaters ihrem Großvater Fürst Leopold I. gestanden. Die anempfohlenen Kinder dieser Ehe lebten zu jener Zeit auf Gut Kleckewitz bei Raguhn und der fürstliche Großvater holte lediglich den ältesten Sohn Wilhelm an den Dessauer Hof. 
Der jüngere Bruder ihres Vaters Fürst Leopold II. veranlasste schließlich 1749 die Erhebung der Witwe und ihrer Kinder als Gräfinnen und Grafen von Anhalt in den Reichsgrafenstand und ermöglichte ihnen den Zugang zum Hof.
Um die Erziehung der Kinder kümmerte sich nach dem Tod Fürst Leopolds II. deren Tante Prinzessin Anna Wilhelmine von Anhalt-Dessau zu der Johanna Sophie eine sehr enge Bindung entwickelte. Anna Wilhelmine setzte Johanna Sophie, die hohes karitatives Engagement besaß, 1779 testamentarisch als Äbtissin des Hochadeligen Fräuleinstifts Mosigkau ein. Dieses Amt trat Johanna Sophie 1780 an.
Johanna Sophie, die an einer schwachen Gesundheit litt, starb sechs Jahre später 55-jährig und wurde als erste Frau an einer zentralen Stelle auf dem Stiftsfriedhof Mosigkau bestattet.